# アンテナ
アンテナ（英: antenna）とは、電気エネルギーを電磁波の形で空間に放出したり、あるいは空間から電磁波を受けて取り入れるためのエネルギー変換器であり、変換能率がよくなるように設計された電気回路である。

## 概説
アンテナは電波を送信（放射）または受信（吸収）するための装置であり、電気的エネルギーを電波に変えて空間に放出したり、電波を受けて回路の電流に変換する装置である。
アンテナは放送、通信、レーダー、リモートセンシングなど、空間を隔てて電波による信号をやりとりしたり、電気エネルギーを授受するのに不可欠な装置（素子）である。もう少し具体的な例で説明すると、無線通信、ラジオ、テレビジョン、レーダー、ワイヤレスLAN、携帯電話、GPSなどを機能させるにはアンテナが必要である。
初期の無線通信では線状のアンテナを使っていたので「空中線」とも呼ばれる。
なお英語のアンテナantennaはもともと昆虫の触角を意味している。無線の先駆者のグリエルモ・マルコーニが行った無線の試験で長さ2.5メートルのテント用支柱を使い、彼はそれをイタリア語で「l'antenna centrale」（ランテナ・セントラーレ）と呼んだので、彼のその装置はl'antennaと呼ばれるようになり、その結果、（もともと触覚という意味だった）antennaという言葉は、こうして人々の間で今のような意味、つまり電波を送信したり受信する装置という意味で使われるようになった。

## アンテナの特性

### 指向性
電波の放射方向と放射強度との関係を指向性という。指向性が鋭いアンテナは、特定の方向へ強く電波を放射する。指向性は送信でも受信でも同じ特性となる。
指向性の有無は、アンテナの用途と関係している。グランドプレーンアンテナのような無指向性のアンテナは、スマートフォンなどの移動する無線機に適している。一方で、八木・宇田アンテナやパラボラアンテナなどの指向性を持つアンテナは、家庭用テレビアンテナなど、固定された場所同士の通信に適している。
指向性は放射角と放射強度の関係をレーダーチャートにした図で表される。ダイポールアンテナの特性は2つの円を並べた「8の字」、グランドプレーンアンテナ（垂直面内）の特性は2つの半円を並べた図となる。指向性を持つアンテナでは、放射が最大となる方向（メインローブ）と逆方向の利得（F/B比）やそれに直交する方向（サイドローブ）の利得（F/S比）も性能を示す重要な指標である。

### 利得
アンテナが放射する電波の電界強度を、アンテナの利得（ゲイン）としてデシベル（dB）で表す。表記には2通りあり、半波長ダイポールアンテナを基準とするdBまたはdBd表記（相対利得）と全ての方向に均等に電波を放射する仮想的な等方向性（アイソトロピック）アンテナを基準とするdBi表記（絶対利得）がある。dBi表記はdBd表記より2.14dB（又は2.15dB）大きな値となるため、利得の比較には注意が必要である。
指向性を持つアンテナにおいては、放射が最大となる放射角における電波の強さを利得とするため、指向性が強いアンテナほど利得が大きくなる傾向がある。

### 偏波
電波（電磁波）の空間に対する向きを偏波という。
電界が常に一つの平面内に存在する場合を直線偏波といい直線偏波の中で電界が大地と平行な場合を水平偏波、大地と垂直な場合を垂直偏波という。例えば素子が大地に対して平行ならば水平偏波、垂直ならば垂直偏波となり首都圏のテレビ放送では水平偏波が多い。
直線偏波とは異なり、電界が伝播方向に向かって回転する場合を円偏波といい電波の進行方向に向かって右に回転する場合を右旋円偏波、左に回転する場合を左旋円偏波という。円偏波は回転する電界の大きさが一定の場合をいうが実際のアンテナでは電界の大きさが一定とならず楕円の形になり、その場合を楕円偏波という。楕円偏波において、楕円の長軸と短軸の比を軸比という。円偏波は衛星放送やGPS等の衛星通信で使用されることが多く、また円偏波は電波の周囲からの不要な反射（マルチパス）の影響を受けにくいためETCなどでも使われている。
良好な通信を行うには、送信側と受信側とで偏波を一致させる必要がある場合がある。

### 定在波比（VSWR）
効率よく通信を行うには、アンテナと送信機又はアンテナと受信機のインピーダンスを整合させる必要がある。整合の程度を表すものとして定在波比がある。

## 給電方式
高周波電力を供給するためアンテナと給電線とを接続する点を給電点という。給電点の電流と電圧の関係により、次のように分類できる。
電流給電
給電点において電流が最大で電圧が最小となる給電方式。例：中央から給電した1/2波長ダイポール・アンテナ
電圧給電
給電点において電圧が最大で電流が最小となる給電方式。例：端部から給電した1/2波長ダイポール・アンテナ

## 接地
接地（アース）を必要とするアンテナでは、大地に直接接続して接地するのが基本である。ただし、この場合アンテナの地上高は0mになる。地上高を高くするために大地の代わりに波長に対して十分長い導線を四方八方に複数、水平に張ることで電気的に接地型アンテナと同じにできる。この導線をラジアルと言う。ラジアルは1/4波長まで短くできるが、その場合は指向性が上向きになる。またラジアルの本数が1本の場合は、もはや接地アンテナとは言えない。砂地や岩の多い大地では十分に接地抵抗を低くできない。そこで大地に平行に導線を展張することがある。これをカウンターポイズ（counterpoise）と言い、大地との間にコンデンサを形成させることで高周波的に接地と同じ効果を狙ったものである。

## 種類
電波の周波数や用途により、大きさも形状も異なる。ここでは主に形状によって分類する。

### 線状アンテナ

#### ダイポールアンテナ

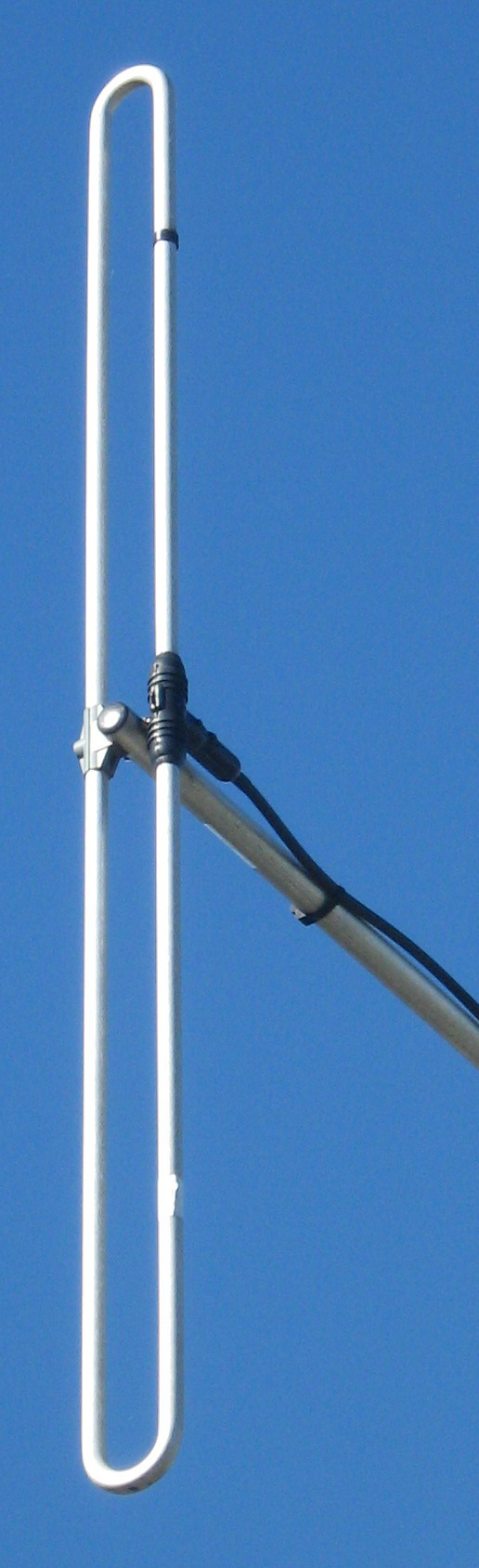
折返しダイポールアンテナ

半波長ダイポールアンテナの放射抵抗は約73Ω、折返しダイポールアンテナの放射抵抗は約292Ωである。
- モノポールアンテナ - ダイポールアンテナを片側だけにしたもので、上写真の円管柱アンテナもその一例。
- 逆V型アンテナ
- U型アドコックアンテナ
- エクスパンディッド・クワッド
- スクエアローアンテナ
- 折返しダイポールアンテナ
  - T2FD
- 広帯域ダイポールアンテナ
  - 対数周期アンテナ（ログペリオディックアンテナ、LPDA）
  - ファンアンテナ
  - コニカルアンテナ
  - AWXアンテナ
- クロスダイポールアンテナ

#### 八木・宇田アンテナ（八木アンテナ）

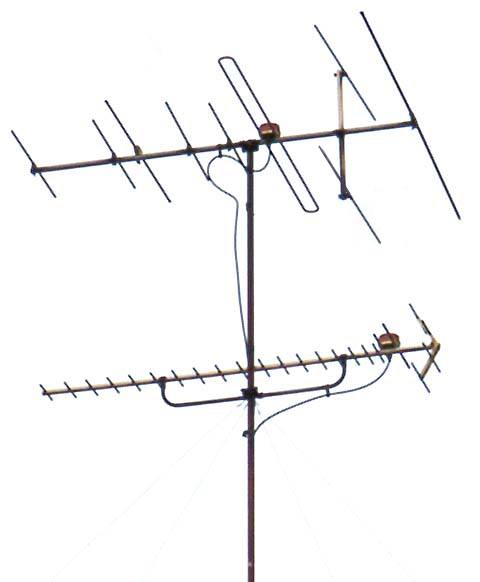
VHF/UHFテレビ受信用八木・宇田アンテナ

- 八木・宇田アンテナ
- GIP八木
- パラスタックアンテナ

#### 単線給電アンテナ
- ツェップアンテナ（エンドフェッドアンテナ）
- ウインドムアンテナ
- G5RV

#### 接地型垂直アンテナ

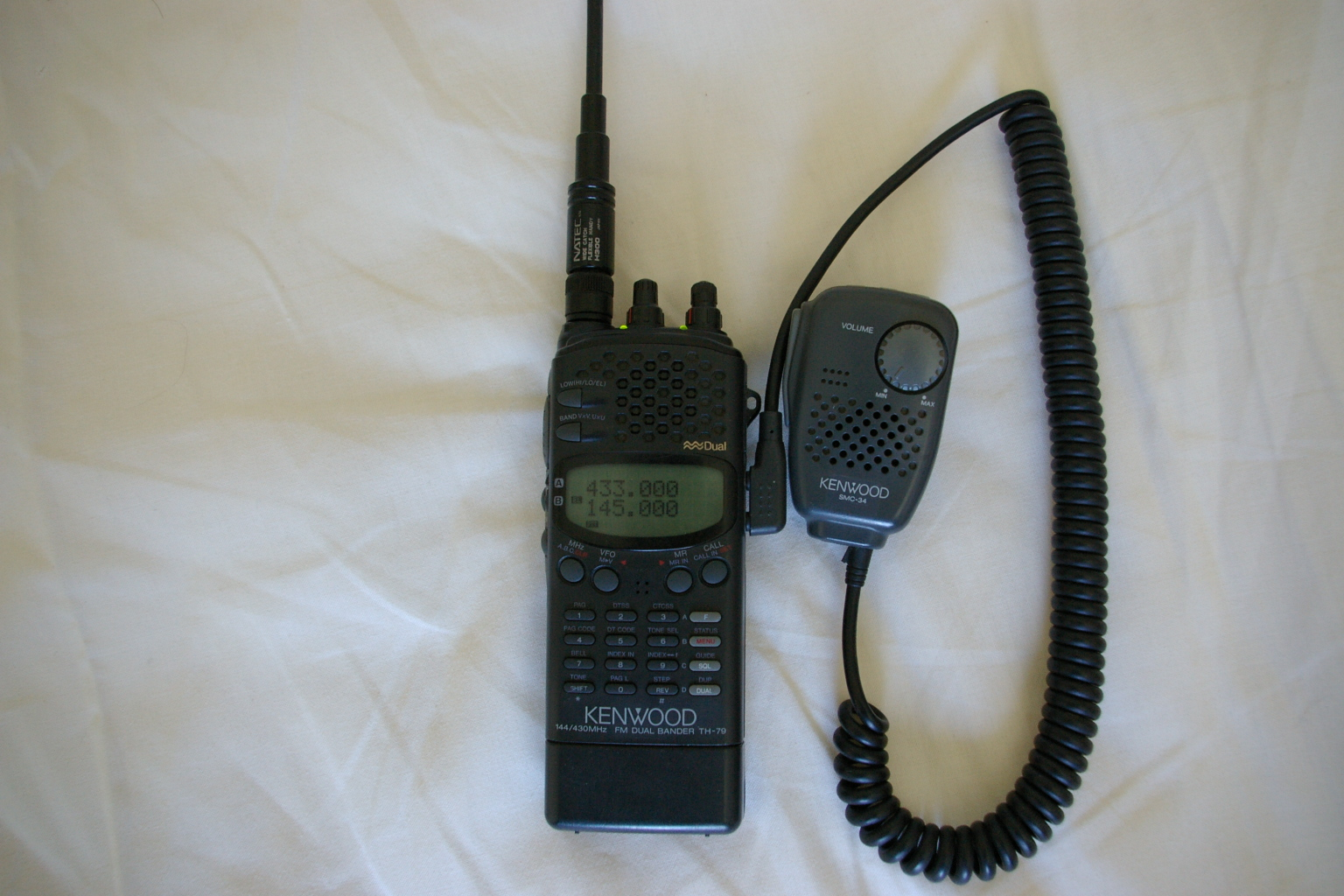
トランシーバのホイップアンテナ

- モノポールアンテナ
  - ロングワイヤーアンテナ
  - 逆L型アンテナ
  - 逆F型アンテナ（線状）
  - ホイップアンテナ

#### 非接地型垂直アンテナ

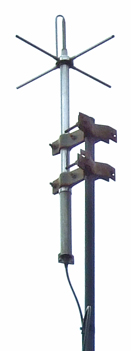
グランドプレーンアンテナ

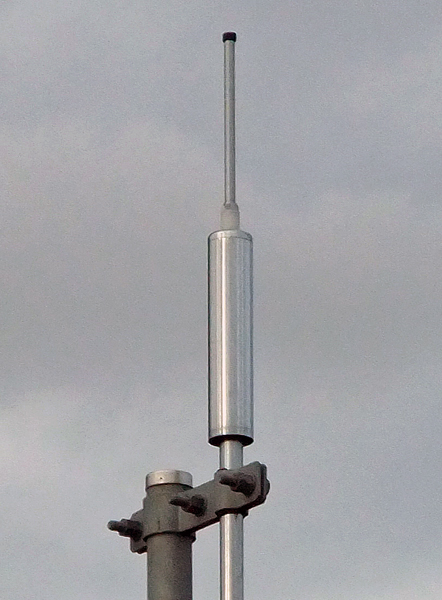
スリーブアンテナ

グランドプレーンアンテナは1/4波長の1本の放射素子とその下部から放射状に数本の1/4波長の地線から構成される。放射抵抗は約21Ω。水平面指向性は全方向性。スリーブアンテナは1/4波長の放射素子と同じ長さのスリーブからなる。放射抵抗は約70Ω。水平面指向性は全方向性。コーリニアアレイアンテナは水平面指向性は全方向性。
- グランドプレーンアンテナ（ブラウンアンテナ）
- スリーブアンテナ
- コーリニヤ（コーリニア、コリニア）アレーアンテナ
- 1/2λアンテナ
- J型アンテナ
- スリムジムアンテナ

#### コーナーリフレクタアンテナ
半波長ダイポールアンテナの後方に2つに折った平面反射板を置いたアンテナ。反射板の開き角の角度で、利得や指向性が変わる。開き角が90度の場合、半波長ダイポールアンテナより利得が大きい。また、開き角90度、反射板の折り目とダイポールアンテナとの距離が波長の半分のとき単一指向性になる。
- 開き角60度
- 開き角90度

#### ループ・アンテナ
- ループアンテナ
- スケルトン・スロット
- ヘンテナ
- 双ループアンテナ
- ループ八木アンテナ（リングアンテナ）
  - （キュビカル）クワッドアンテナ
- 5Aスペシャルアンテナ
- DDRR（Directional Discontinuity Ring Radiator）
- アルホードループアンテナ

#### 位相差給電アンテナ
- 位相差給電アンテナ
- HB9CV
  - スイス・クワッド
  - ZLスペシャル
- アレイアンテナ
- フェーズドアレイアンテナ
  - Wullenweberアンテナ
- アダプティブアレーアンテナ
- Lazy-Hアンテナ
- バードケージアンテナ
- ツイギー・ビーム

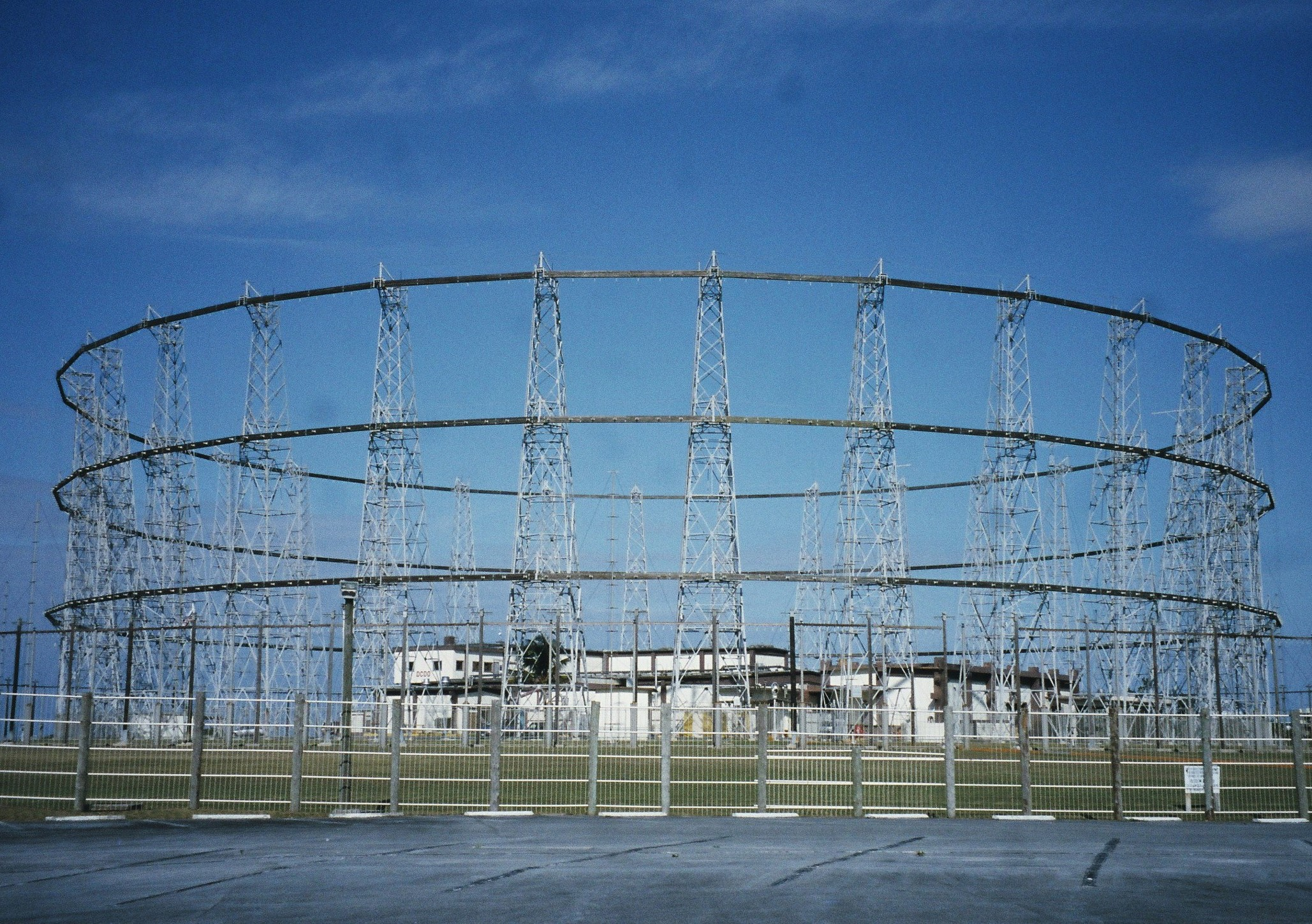
象の檻と呼ばれた楚辺通信所

- 8JKビーム・アンテナ（フラットトップアンテナ）

#### 水平偏波全方向性アンテナ

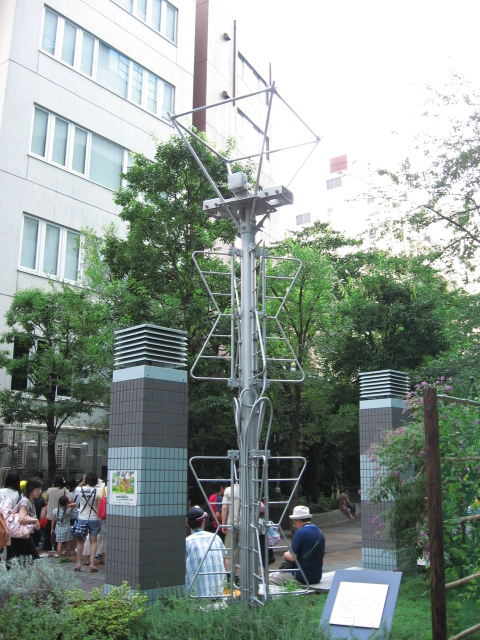
TBSで使われていたスーパーターンスタイルアンテナ

- ターンスタイルアンテナ
  - 折返しターンスタイルアンテナ
  - 多段ターンスタイルアンテナ
  - スーパーターンスタイルアンテナ
- スーパーゲインアンテナ
- EWEアンテナ

#### その他
- ビームアンテナ
- くし形アンテナ
- アドコックアンテナ

### 板状アンテナ
- バイコニカル・アンテナ
- ディスコーン・アンテナ
- ボウタイ・アンテナ
- スパイラル・アンテナ

### 平面アンテナ
- マイクロストリップアンテナ（パッチアンテナ）
- 板状逆Fアンテナ（PIFA）
- 一層構造導波管スロットアレーアンテナ
- ラップアラウンドアンテナ

### 開口面アンテナ

#### ホーンアンテナ

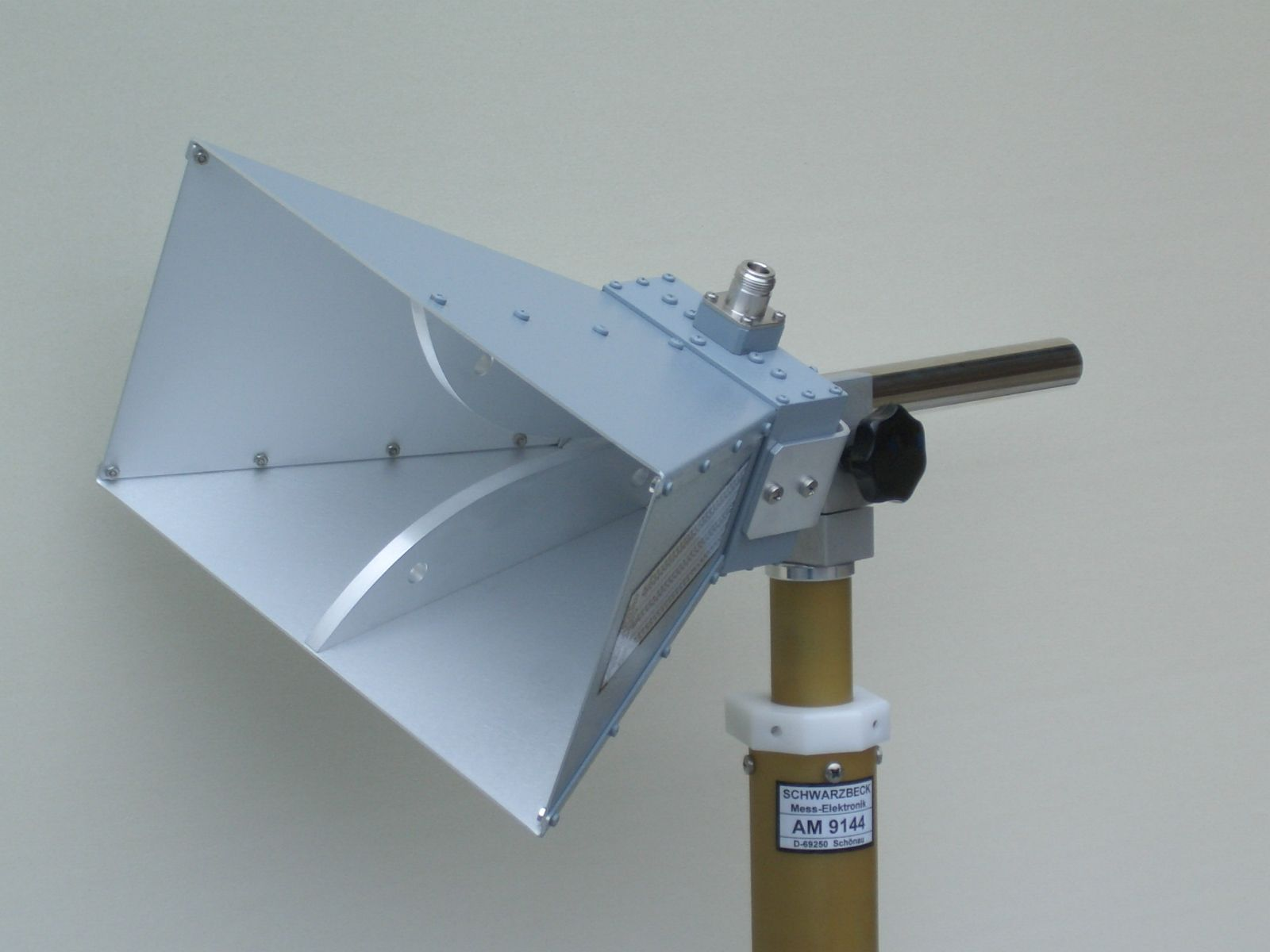
ホーンアンテナ

放射される電波は球面波になる。
- ホーンアンテナ
- ホーンリフレクタアンテナ

#### パラボラアンテナ

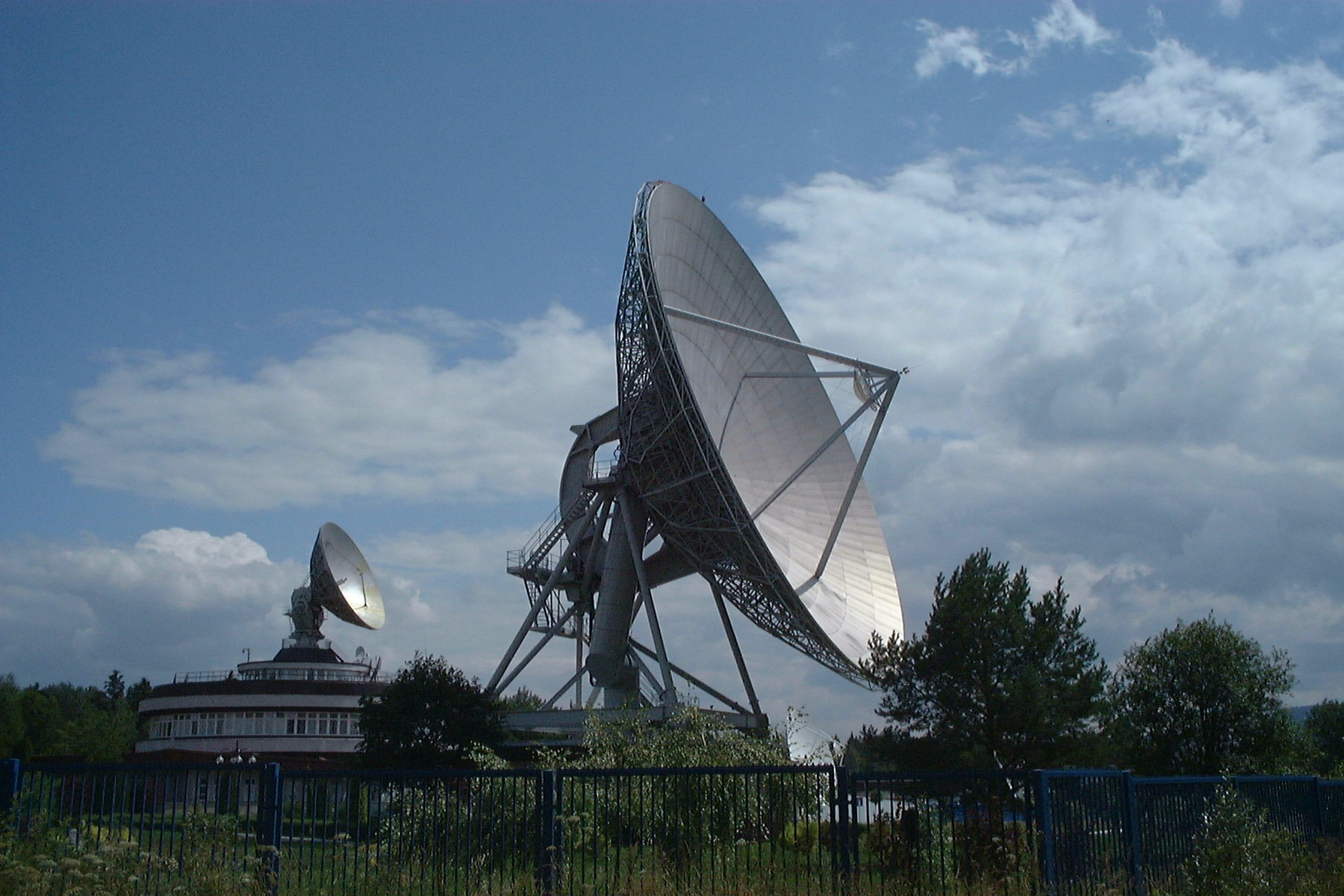
パラボラアンテナ

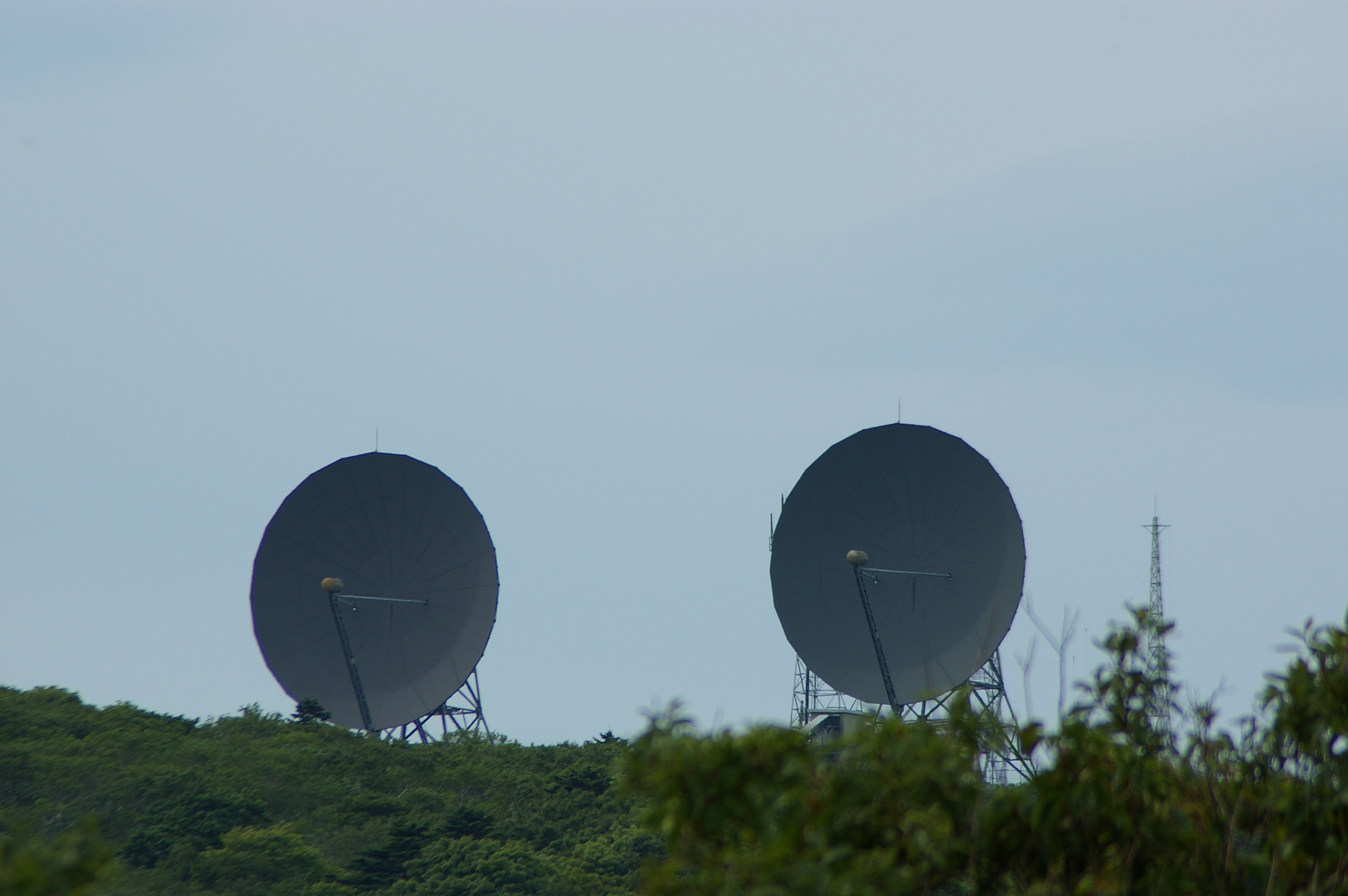
地上波用のパラボラアンテナ

パラボラアンテナの一次放射器から放射された電波は回転放物面反射鏡で反射され平面波になる。敢えて主鏡を固定式凹球面鏡とした、500メートル球面電波望遠鏡などの例もある。
- オフセットパラボラアンテナ
- カセグレンアンテナ（カセグレン型パラボラアンテナ）
- グレゴリアンアンテナ（グレゴリ型パラボラアンテナ）

#### レンズ・アンテナ
- AS-3316

### 進行波アンテナ

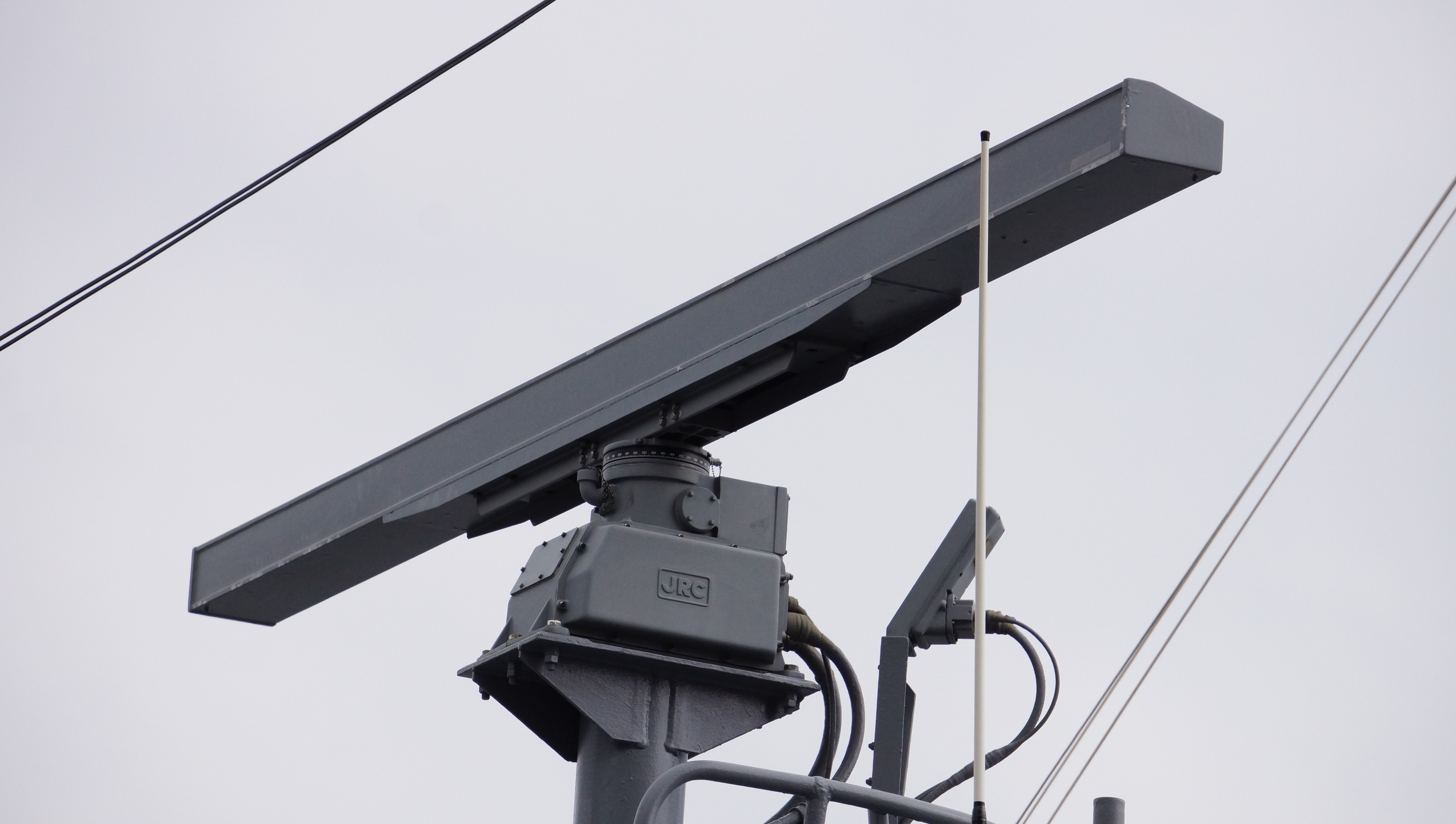
OPS-9

スロットアレイアンテナは、レーダーに用いられる。水平偏波を放射し、ビーム方向は導波管の軸方向と垂直になる。
- 表面波アンテナ
- 誘電体棒（ポリロッド）アンテナ
- 導波管スロットアンテナ
- ヘリカルアンテナ
- ビバレージアンテナ
- ロンビックアンテナ

### EHアンテナ
- スター型EHアンテナ
- ブリッジ型EHアンテナ

### 磁界アンテナ
- スロットアンテナ
- バーアンテナ
- 微小ループアンテナ

### その他
- スーパーラドアンテナ
- 誘電体アンテナ
- レクテナ
- 漏洩同軸ケーブル
- スマートアンテナ
- 開口合成 - 専ら受信で使う技術だが、類似技術のフェイズドアレイアンテナやスタック化した八木・宇田アンテナと同様に送信も可能。（逆）合成開口レーダーや超長基線電波干渉法で使用される。
- 電灯線アンテナ[6]

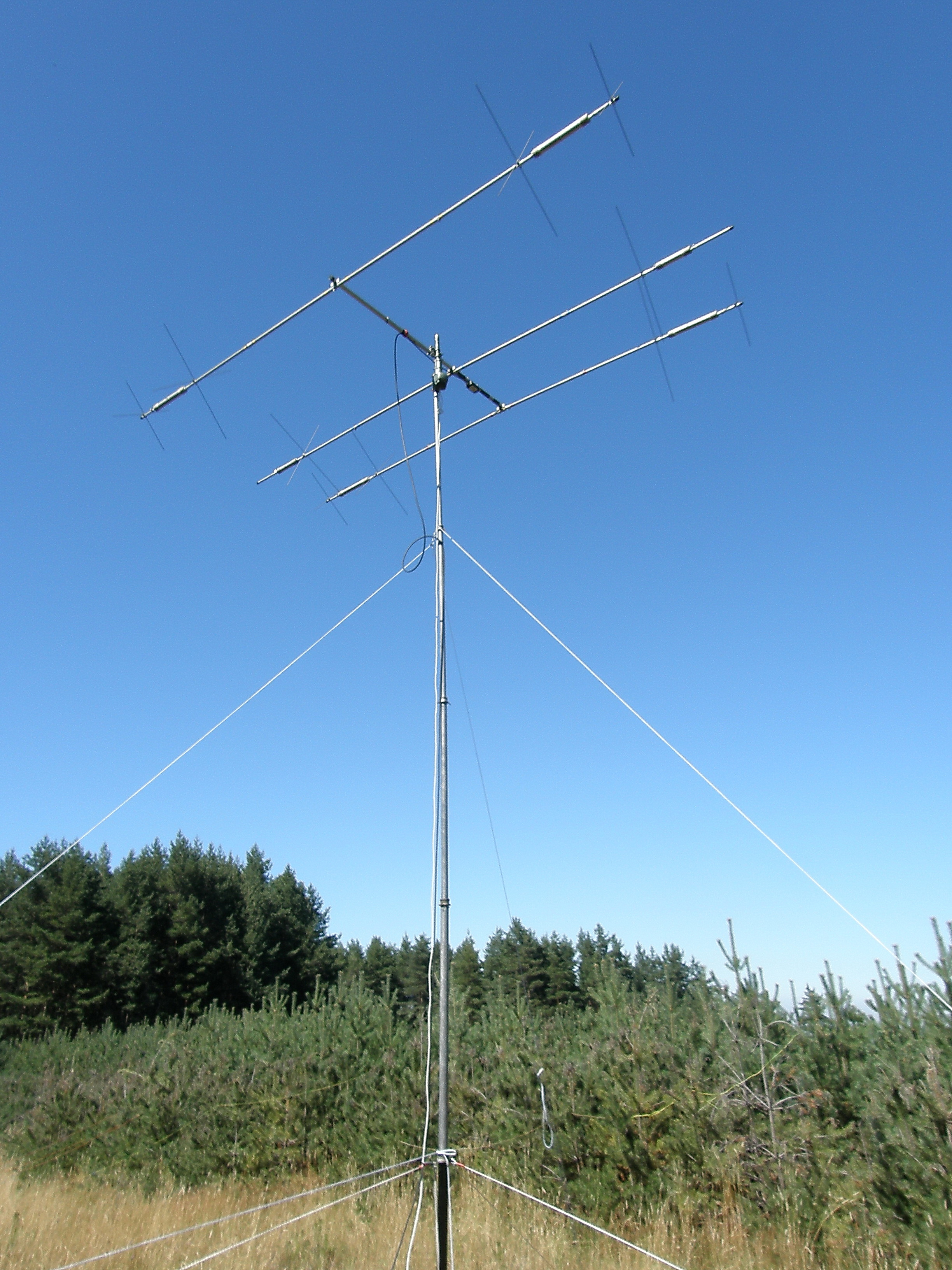
八木アンテナ
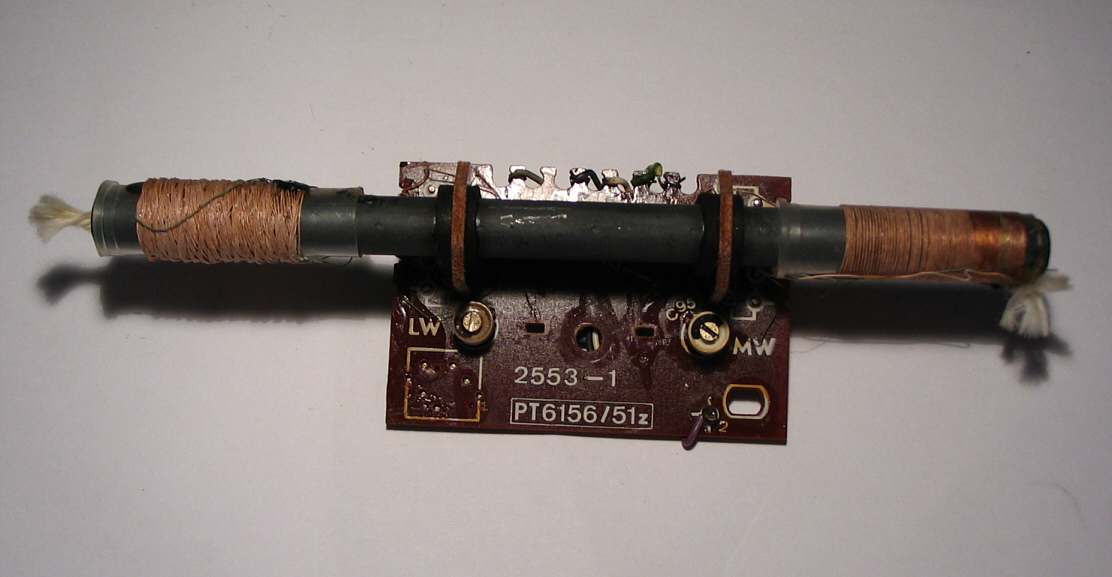
AMラジオ受信機の内部に組み込まれていたフェライトアンテナ
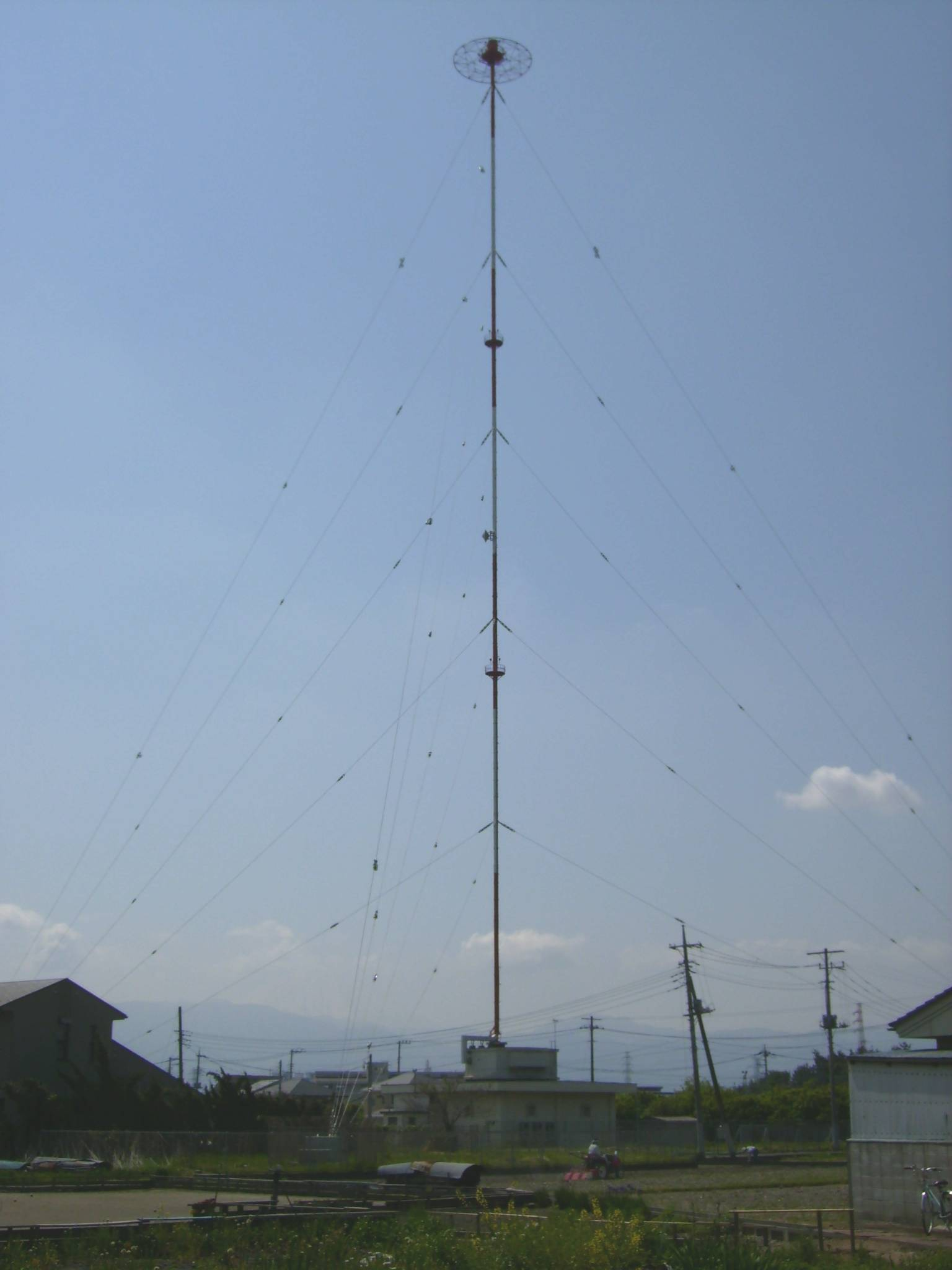
円管柱アンテナ（NHK甲府の中波送信所のアンテナ）
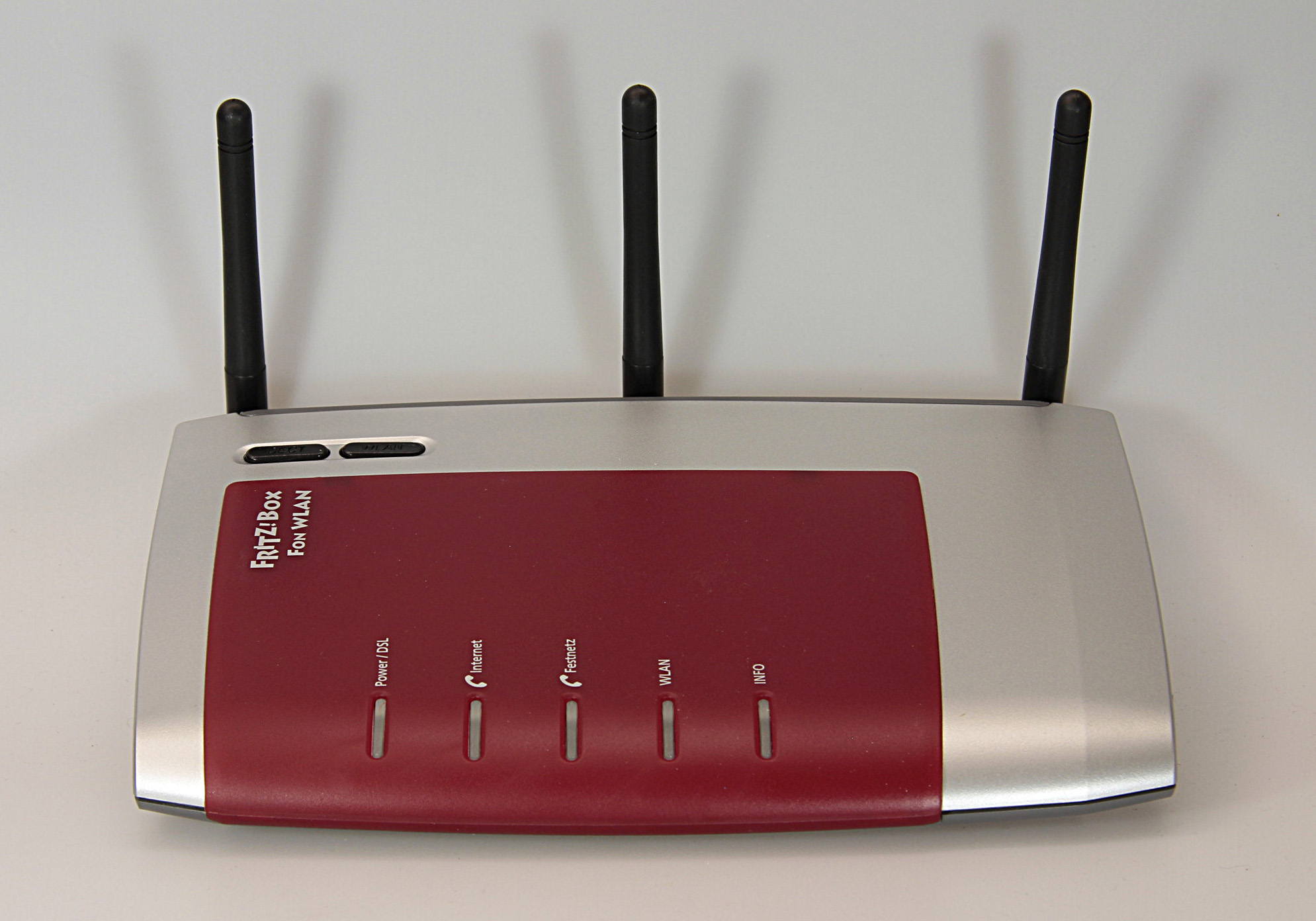
ワイヤレスLANのアンテナ（3本の垂直の黒い棒状のもの）
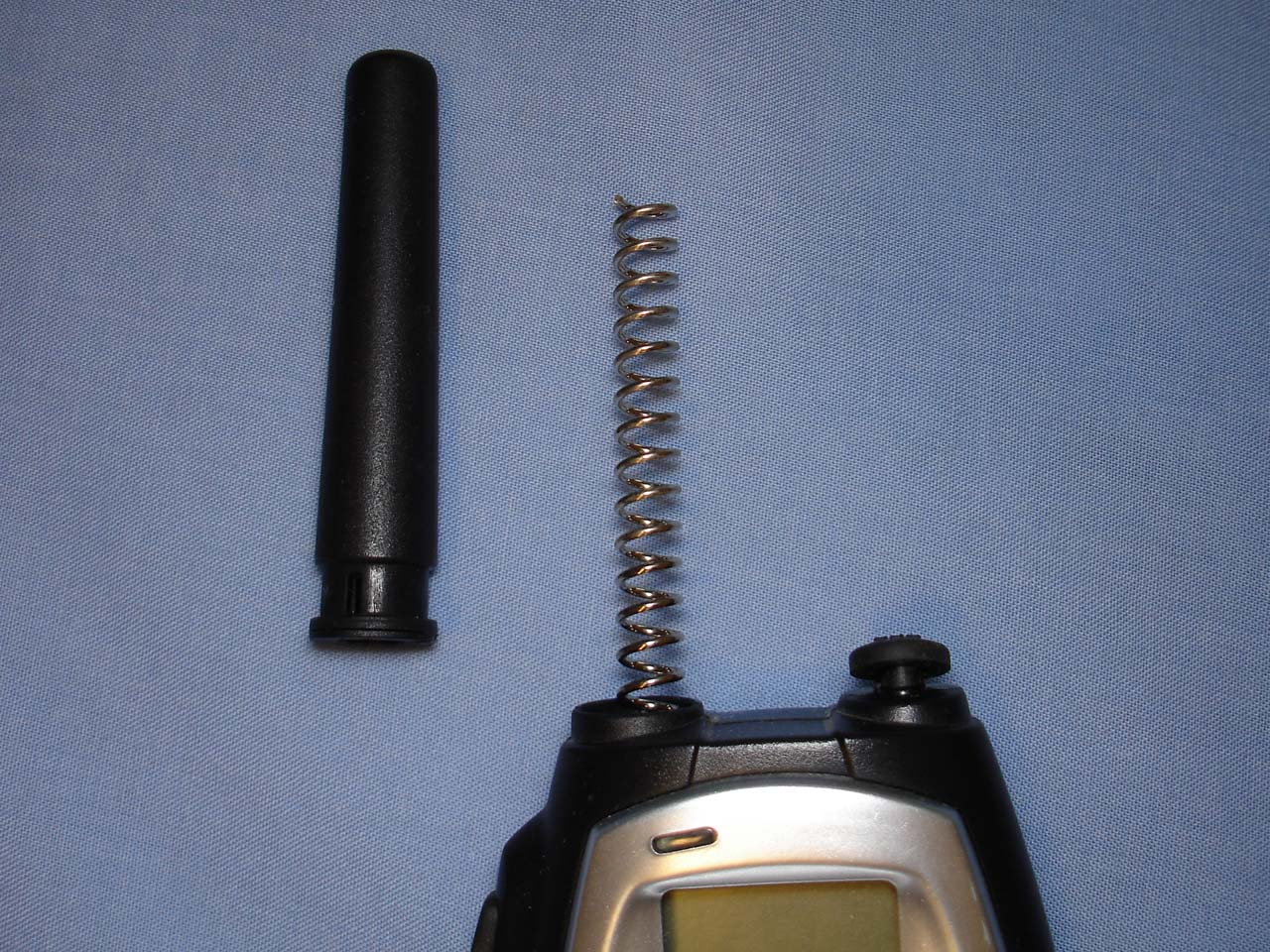
UHF CB無線機のアンテナ。ラバー製のカバーをはずすと現れる、形状がバネに似たものがアンテナの正体。
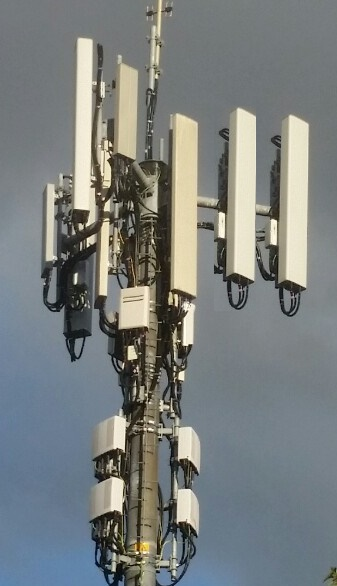
携帯電話基地局のアンテナ
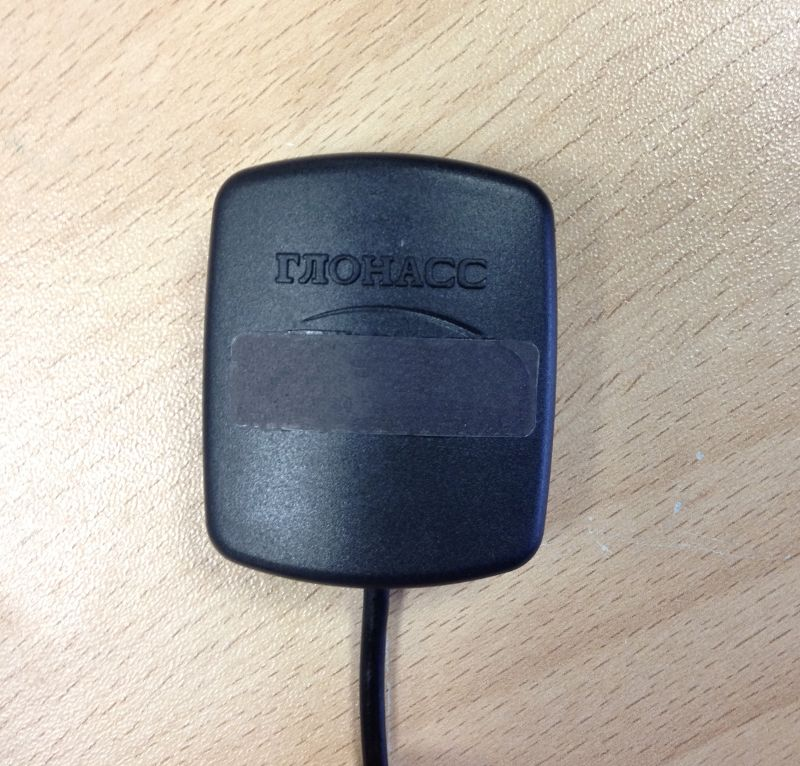
GPSの受信アンテナの外見。樹脂製ケースに入った状態。
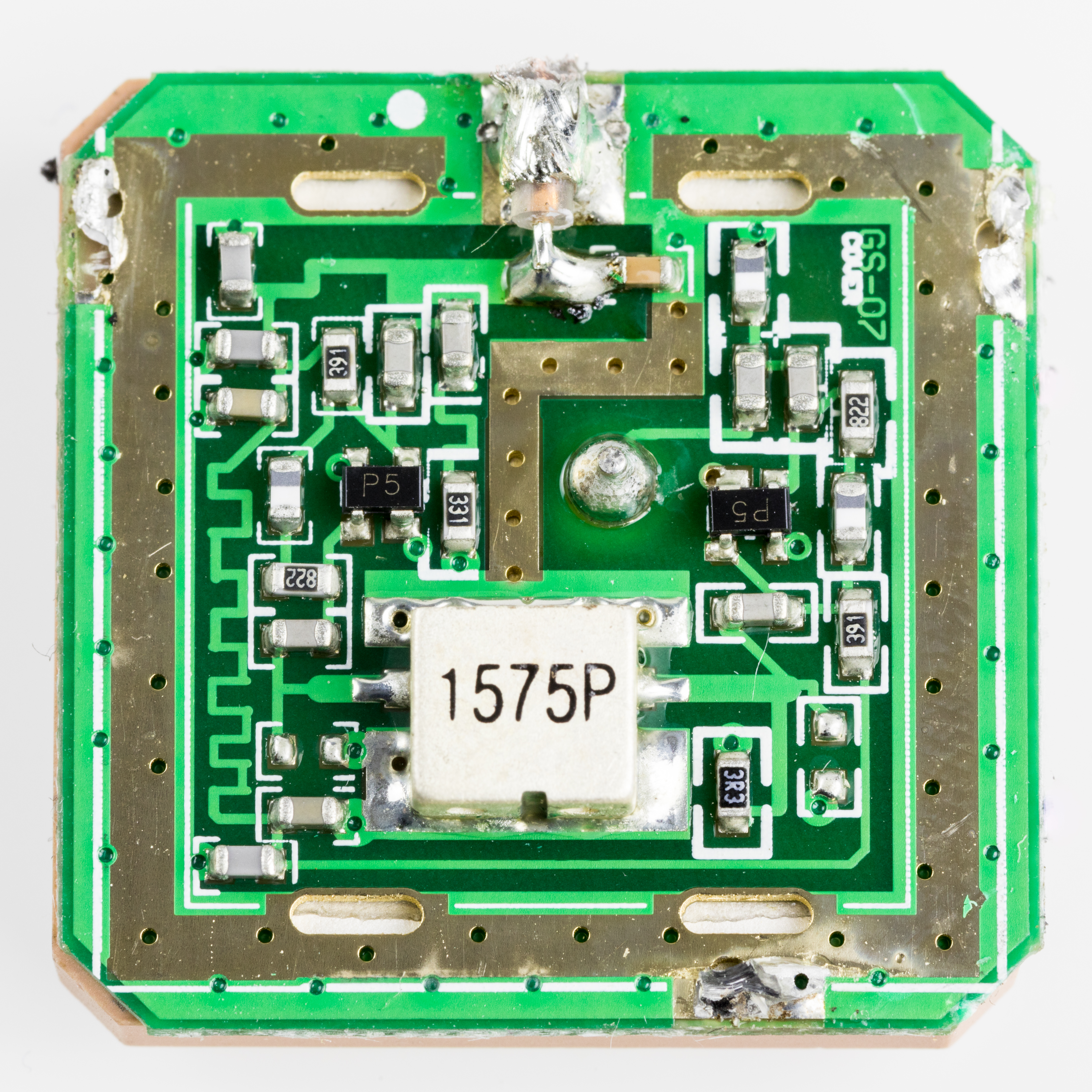
GPSアンテナの中身

## アンテナパーツ

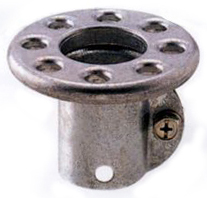
支線止め金具

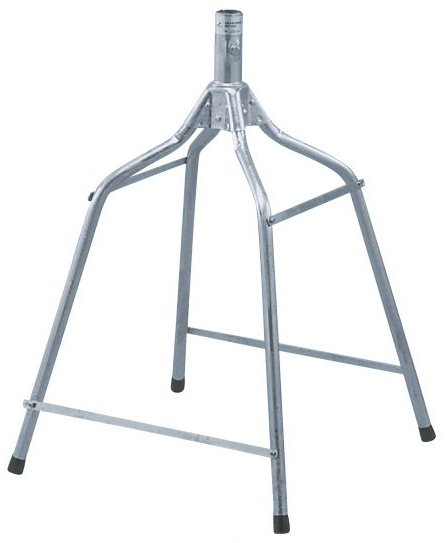
屋根馬（補強板付き）

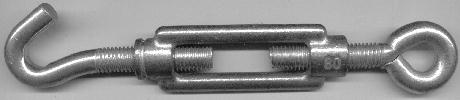
ターンバックル

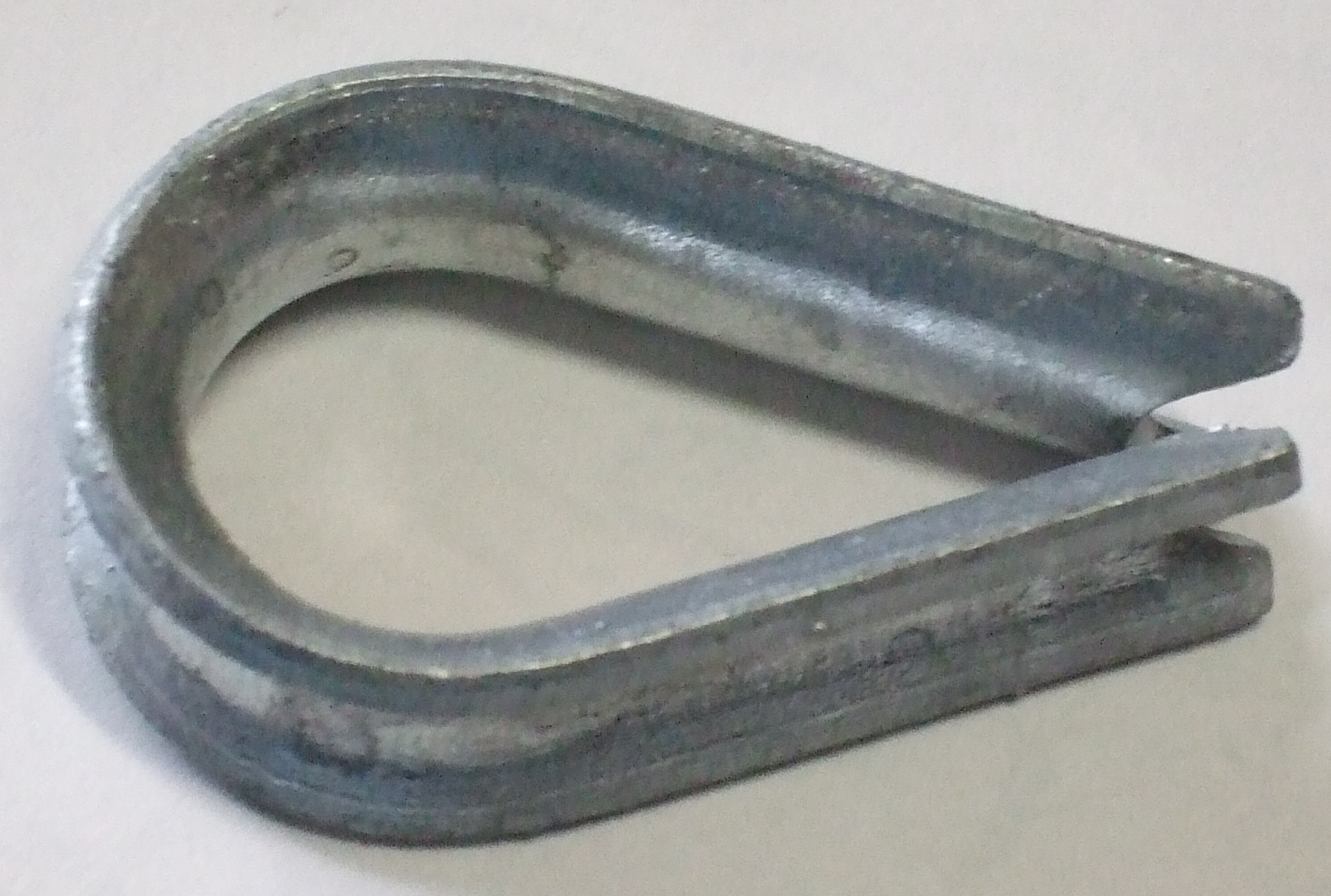
シンブル（ワイヤーコース）

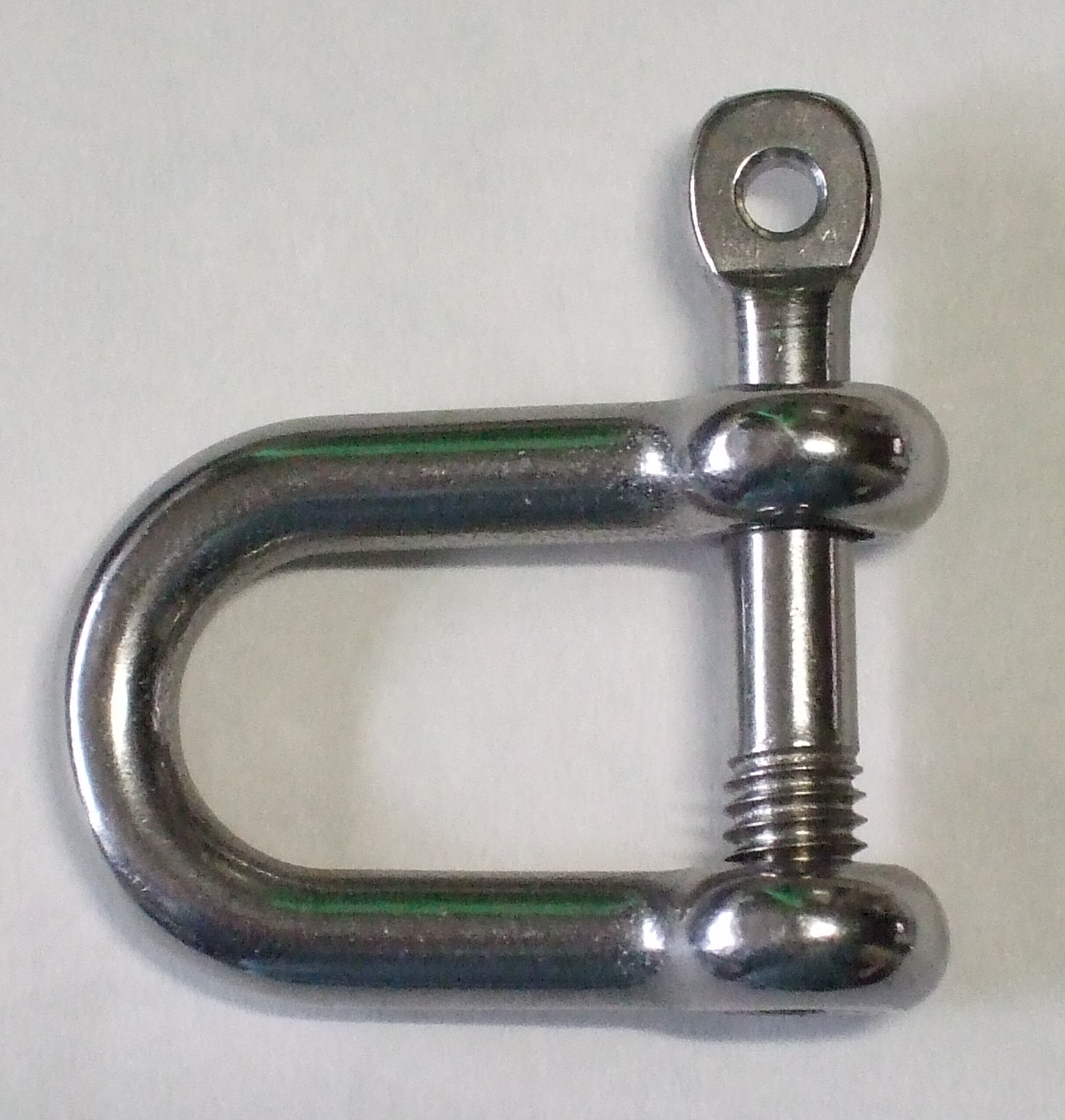
シャックル

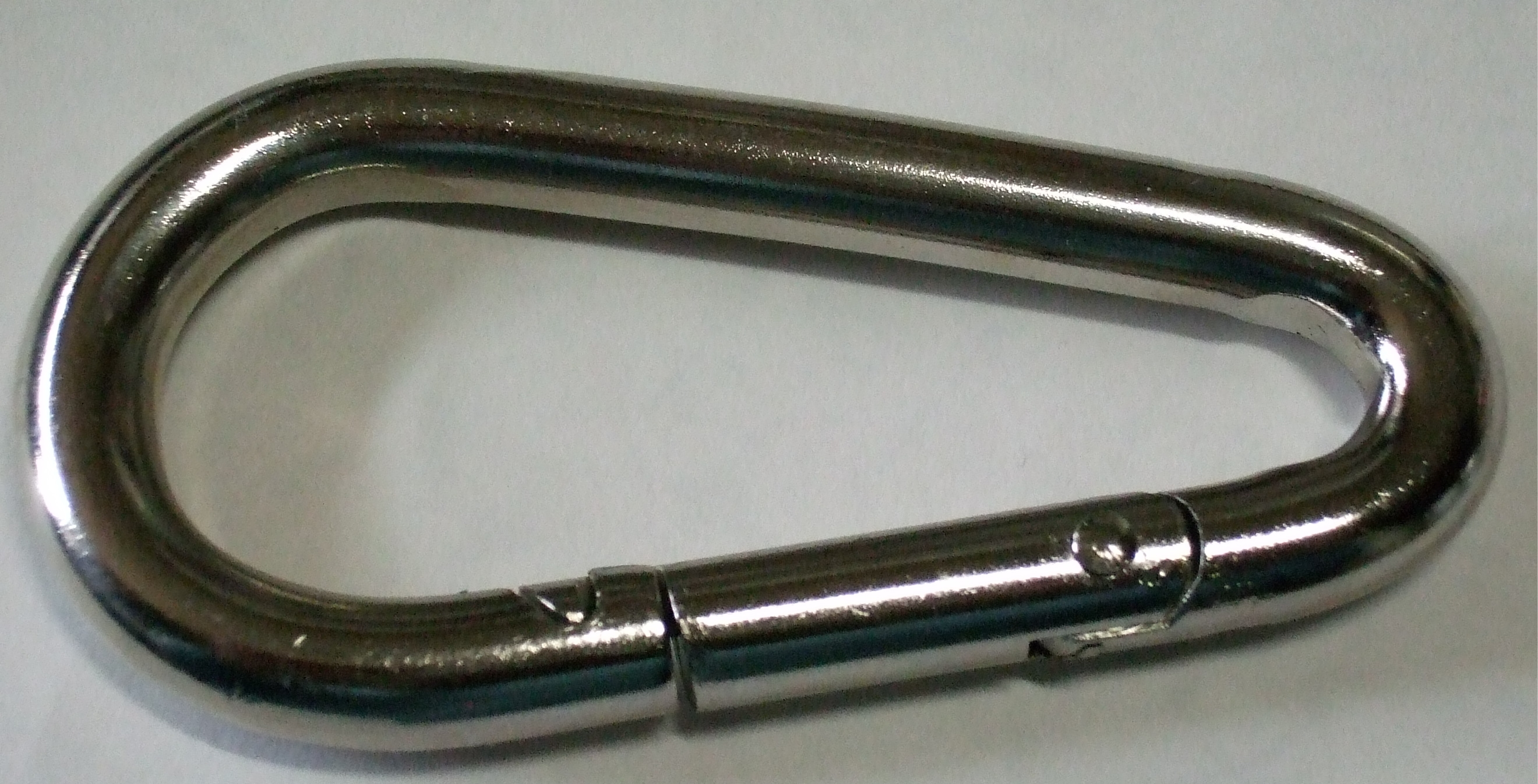
ナスカン

アンテナの接続・設置のために用いる関連器具を、アマチュア無線あるいは家庭用テレビ受信アンテナ工事では総称してアンテナパーツあるいはアンテナアクセサリーという。主なアンテナパーツには次のようなものがある。
マスト
アンテナを設置するための支柱
サイドベース（マストホルダー）
マストを建物の壁面に取り付けるための器具
屋根馬（ルーフベース）
マストを建物の屋根上に取り付けるための四本足の器具
支線止め金具
支線止め金具またはステー金具は、マストをステー（支線）で支えるときにマストに付ける金具
ターンバックル
ターンバックルはステーの張力を調節する金具
ワイヤーコース（シンブル）、シャックル、ナスカン
いずれも支線同士、支線とステー金具、支線とアンカー等とを接続するのに用いる金具類
Uボルト
アンテナをマストに取り付ける金具

## 日本のアンテナメーカー

### 家庭用テレビ受信用
- マスプロ電工
- DXアンテナ
- 日本アンテナ
- サン電子

### アマチュア無線用
- アンテナテクノロジー
- コメット
- 第一電波工業
- クリエートデザイン
- ミニマルチアンテナ
- ナガラ電子工業
- サガ電子工業
- 日高電機製作所
- 工人舎

### 自動車用
- アンテナテクノロジー
- ヨコオ
- 原田工業

### 業務用
- アンテナテクノロジー
- アンテナ技研
- スタッフ
- 電気興業
- 日高電機製作所
- 日本アンテナ
- 日本電業工作
- HYSエンジニアリングサービス

### アンテナメーカーではないが業務用アンテナを製造している企業
- 東芝
  - 東芝テクノネットワーク
- パナソニック
- 三菱電機
- NEC
  - NECネットワークプロダクツ
- 住友電気工業
- 古河電気工業
  - 古河C&B
- 日本無線